# 宇部郵便局 (山口県)
宇部郵便局（うべゆうびんきょく）は、山口県宇部市にある郵便局である。民営化以前の分類では集配普通郵便局であった。

## 概要
住所：〒755-8799　山口県宇部市常盤町二丁目1番23号
建築概要
- 建設：大末建設・増岡組・井森工業JV
- 延床面積：2,200m2

### 出張所（局外設置ATM）
民営化以前は以下の場所に出張所としてATMを設置していた。民営化以後はゆうちょ銀行広島支店の管理となった。
- ハイパーモールメルクス宇部内出張所
- フジグラン宇部店内出張所
- パルティ・フジ西宇部店内出張所
- ゆめタウン宇部内出張所

## 沿革
- 1874年（明治7年）12月 - 藤曲（ふじまがり）郵便取扱所として開設[1]。
- 1875年（明治8年）1月1日 - 藤曲郵便局（五等）となる。
- 1893年（明治26年）4月1日 - 為替・貯金取扱を開始。
- 1900年（明治33年）11月16日 - 宇部郵便局に改称するも、同月21日には宇部郵便電信局となる。
- 1903年（明治36年）4月1日 - 通信官署官制の施行に伴い宇部郵便局となる。
- 1957年（昭和32年）8月1日 - 電話通話および和文電報受付事務の取り扱いを開始[2]。
- 1958年（昭和33年）8月25日 - 宇部市相生町一丁目から、同市常盤町三丁目に局舎を新築、移転。
- 1974年（昭和49年）10月 - 局舎増改築落成。
- 1992年（平成4年）8月3日 - 外国通貨の両替および旅行小切手の売買に関する業務取扱を開始。
- 1999年（平成11年） - 現局舎竣工。
- 1999年（平成11年）5月31日 - 宇部西郵便局[3]（〒759-0299）の郵便区（集配業務）を統合。宇部西郵便局は同日、集配普通郵便局から無集配特定郵便局に局種別改定。
- 2006年（平成18年）9月11日 - 床波郵便局（〒755-0199）、東岐波郵便局（〒755-0299）、厚東郵便局（〒759-0199）、船木郵便局（〒757-0299）の郵便区（集配業務）を統合[4]。
- 2007年（平成19年）10月1日 - 民営化に伴い、併設された郵便事業宇部支店に一部業務を移管。
- 2012年（平成24年）10月1日 - 日本郵便株式会社発足に伴い、郵便事業宇部支店を宇部郵便局に統合。
- 2017年（平成29年）1月1日 - ゆうゆう窓口の24時間営業を中止[5]。

## 取扱内容
- 郵便、印紙、ゆうパック、内容証明
- 貯金、為替、振替、振込、国際送金、外貨両替、国債、投資信託
- 生命保険、バイク自賠責保険 、自動車保険、変額年金保険、がん保険、引受条件緩和型医療保険
- 地方公共団体事務（宇部市バスカードの販売）
- ゆうちょ銀行ATM
- 宇部市のうち北部を除く全域（〒755-00xx、〒755-01xx、〒755-02xx、〒755-08xx、〒757-02xx、〒759-01xx、〒759-02xxの地域）の集配業務
- ゆうゆう窓口

## 周辺
- 宇部市役所
- 宇部井筒屋

## アクセス
- JR宇部線 琴芝駅から徒歩約8分
- 宇部市営バス 常盤町一丁目停留所下車
- 山口宇部道路 宇部南ICから西へ約4.5km、もしくは山陽自動車道（宇部下関線） 宇部ICから南へ約5.5km
- 国道190号沿い
- 駐車場あり：21台